# Podobzir
Podobzir (cyr. Подобзир) – wieś w Bośni i Hercegowinie, w Republice Serbskiej, w gminie Šipovo. W 2013 roku liczyła 43 mieszkańców.